# Salvatore Corrias
Salvatore Corrias (San Nicolò Gerrei, 18 novembre 1909 – Bugone di Moltrasio, 28 gennaio 1945) è stato un militare e partigiano italiano della Guardia di Finanza, Medaglia d'oro al merito civile alla memoria e Giusto tra le nazioni.

## Biografia
Nacque a San Nicolò Gerrei (provincia di Cagliari) il 18 novembre 1909. 
Arruolatosi nella Regia Guardia di Finanza il 27 giugno 1929, il 1 dicembre dello stesso anno, al termine del corso di formazione, fu destinato alla Compagnia di Cernobbio.  Dopo aver prestato servizio in alcune Brigate di frontiera della Legione di Milano, il 1º settembre 1934 fu trasferito alla Legione di Genova, ove rimase alcuni anni, operando presso varie Brigate.  Il 1 maggio 1939 fu trasferito alla Legione di Torino, in forza alla locale Brigata volante. Il 9 ottobre 1940, in seguito all’occupazione militare della Francia da parte dell’Italia, fu mobilitato nell’ambito della Compagnia Comando della stessa Legione, e messo a disposizione della Commissione Italiana d'Armistizio con la Francia (C.I.A.F.), destinato ad operare a Marignane, in Provenza, come addetto alla vigilanza doganale presso il locale idroscalo. 
Il 27 giugno 1942 fu smobilitato e trasferito alla Compagnia di Domodossola, come addetto al servizio di frontiera. Con il precipitare della situazione bellica italiana, il 3 aprile 1943 nuovamente mobilitato ed assegnato al 3ª Compagnia del X Battaglione della Regia Guardia di Finanza, destinata ad operare a Ribnica, nella provincia di Lubiana.  Con la firma dell'armistizio dell'8 settembre 1943 il suo reparto si sottrasse alla cattura da parte dei tedeschi, lasciando Ribnica insieme ai fanti del 52º Reggimento, e raggiungendo Trieste da dove, grazie all’aiuto del Comandante della Legione colonnello Persirio Marini, i superstiti raggiunsero il Centro di Mobilitazione di Milano.
Il 15 settembre fu aggregato alla "Brigata Volante" delle fiamme gialle di Uggiate,  che dipendeva dalla Compagnia della GdF di Olgiate Comasco. Non esitò a scegliere da che parte stare, e il 15 ottobre 1943 entrò a far parte, come partigiano combattente, della formazione "Giustizia e Libertà", che sarebbe poi diventata la Brigata "Emanuele Artom".  Continuò su tale strada anche in seguito al trasferimento alla Brigata di Bugone di Moltrasio avvenuto gennaio 1944, e quando gli altri finanzieri antifascisti del suo gruppo decisero di darsi alla macchia il 28 agosto dello stesso anno, egli scelse di continuare ad indossare la divisa; ciò gli permetteva di muoversi più agevolmente lungo la frontiera italo-svizzera,  accompagnando verso la salvezza, oltre a centinaia di ebrei. destinati allo sterminio, anche perseguitati politici di ogni orientamento.
Fu catturato dalle Brigate nere il 28 gennaio 1945, proprio mentre stava rientrando alla caserma della GdF di Bugone, dopo aver portato in salvo in Svizzera un ex prigioniero inglese.  I fascisti della Brigata nera "Tucci" fucilarono Salvatore Corrias nel recinto della sua caserma.  Recuperati nel maggio 1945, oggi i suoi resti riposano nel cimitero di Moltrasio; sulla sua lapide è inciso "Ancor giovane, generosamente donò la vita per l'ideale supremo della Patria".
Alla memoria di Corrias il Presidente della Repubblica Giorgio Napolitano ha concesso la Medaglia d'oro al merito civile, con una motivazione simile a quella dell'onorificenza assegnata al sottufficiale della Guardia di Finanza Luigi Cortile. Nel 2006 lo stato di Israele lo ha riconosciuto come Giusto tra le nazioni.